# Бузок пухнастий
Бузок пухнастий (Syringa pubescens) — чагарникова рослина, вид роду Бузок (Syringa) родини Маслинові (лат. Oleaceae).

## Ботанічний опис
Чагарник заввишки до 2 м і близько 2 м в діаметрі. Гілки прямостоячі, тонкі, з чечевичками. Однорічні пагони сірого кольору, голі або іноді запушені, чотиристінні, з чечевичками. Луски бруньок запушені. Цінується за раннє цвітіння і ароматні квітки.

## Поширення
Поширений у Китаї — провінції Ганьсу, Хебей, Хубей, Гирин, Ляонін, Цинхай, Шаньсі, Шаньдун та Сичуань і в Кореї.